# زدیخوو
زدیخوو (به چکی: Zděchov) یک منطقهٔ مسکونی در جمهوری چک است که در شهرستان وستین واقع شده‌است. زدیخوو ۱۳ کیلومتر مربع مساحت و ۶۳۵ نفر جمعیت دارد و ۵۰۰ متر بالاتر از سطح دریا واقع شده‌است.